# Miles Falcon
Майлз Фелкон («Сокіл», англ. Miles Falcon) — британський одномоторний літак розробки компанії Miles Aircraft. Декілька «Фелконів» було привласнено Королівськими повітряними силами для використання як літак зв'язку під час Другої світової війни.

## Історія
Перший літак з закритою кабіною від Miles Aircraft M.3 Falcon здійнявся в повітря 12 жовтня 1934 року і наступного березня здійснив політ з Дарвіна в Лімп за вісім днів, побивши рекорд одичного польоту.
Перший прототип був тримісним, але для серійного виробництва кабіну розширили і змогли додати ще одне місце. Літак виготовлявся в декількох модифікаціях, зокрема M.3A Falcon Major з двигуном de Havilland Gipsy Major і M.3B Falcon Six з двигуном de Havilland Gipsy Six. Остання модифікація зацікавила військових, і Royal Aircraft Establishment замовив два літаки для тестування крил. Пізніше було викуплено ще один літак в Нідерландів.
Загалом було виготовлено 36 серійних «Фелконів» з яких 6 було забрано на потреби армії. Три літаки пережили війну і були повернуті власникам. Куплені RAE літаки продовжували використовуватись як тестові платформи, зокрема для тестування крила надзвукового проєкту Miles M.52. Ця модифікація отримала позначення Gilette Major.

## Тактико-технічні характеристики

Дані з Consice Guide to British Aircraft of World War II

### Технічні характеристики
- Екіпаж: 1 особа
- Пасажиромісткість: 2-3 особи
- Довжина: 7,62 м
- Висота: 1,98 м
- Розмах крила: 10,67 м
- Площа крила: 16,16 м²
- Маса порожнього: 703 кг
- Максимальна злітна маса: 1202 кг
- Двигун: De Havilland Gipsy Six
- Потужність: 200 к. с. (149 кВт.)

### Льотні характеристики
- Максимальна швидкість: 290 км/год
- Крейсерська швидкість: 257 км/год
- Дальність польоту: 901 км
- Практична стеля: 10 640 м